# Manat turkmène
Pour les articles homonymes, voir Manat (homonymie).
Le manat (code ISO 4217 : TMM puis TMT pour le nouveau manat) est l'unité monétaire du Turkménistan. 

## Historique
Il a été créé le 1er novembre 1993, en remplacement du rouble russe au taux de 1 manat = 500 roubles. Le manat turkmène est divisé en 100 tenges. Le 1er janvier 2009 le manat a été remplacé par le nouveau manat (ISO numérique : 934) au taux de 1 nouveau manat = 5000 anciens manats.
Actuellement[Quand ?], les billets de banque émis sont de 1, 5, 10, 20, 50, 100, 500, 1000, 5000 et 10000 manats, les pièces de monnaie sont de 500 et 1000 manats (1999). Tous les billets comportent le portrait du président Saparmyrat Nyýazow.
Le mot Manat est emprunté au mot russe « moneta » qui est prononcé « manyeta » signifie en russe « pièce de monnaie ». Manat était également le nom du rouble soviétique en azéri et en turkmène.
Le manat présente un grand écart entre son cours officiel et celui du marché noir (environ 20 %), ce qui a pour conséquence de freiner les commandes d'établissements gouvernementaux à l'extérieur au taux officiel. Quelques compagnies multinationales continuent à utiliser le taux officiel - tel que British Airways - mais généralement seulement pour les achats par les Turkmènes dans le pays lui-même.